# HD 194013
HD 194013は、わし座の方角に約259光年の距離にある恒星。わし座といるか座の境界付近に見える。G型スペクトルの巨星または準巨星で、特に変光は見られない。伴星や太陽系外惑星も特に発見されていない。誕生から約14億年を経過し、現在の半径は8.93 R☉（太陽半径）、質量は1.95 M☉（太陽質量）と見られている。現代の恒星進化論では、主系列を離れて準巨星に進化し、ヘリウム中心核を取り巻く水素殻での核融合反応で輝いている段階とされる。

## 観測
HD 194013は天球上で北半球にある星であるが、天の赤道に非常に近い。つまり、地球上では南極に極めて近い地域以外ではほぼどこでも観測できるということである。また、北半球の北極付近でだけは、周極星としてみえる。ただし、見かけの等級が5.3等とやや暗いため、光害がない空でしか見ることができない。
晩の空で観測するのに最適な時期は、6月末から11月までである。天の赤道からそれほど離れていないため、北半球からも南半球からもみやすい時期はほぼ同じである。

## 特徴
絶対等級は0.8。視線速度が負の値であるため、この恒星は太陽系に近づいている。